# Reutlingen Hauptbahnhof
Reutlingen Hauptbahnhof – najważniejsza stacja kolejowa w Reutlingen, w kraju związkowym Badenia-Wirtembergia, w Niemczech. Według DB Station&Service ma kategorię 3. Znajduje się na linii Plochingen – Tübingen.

## Historia
Po tym, jak obywatele Reutlingen aktywnie uczestniczyli w rewolucji marcowej, rząd krajowy Wirtembergii celowo opóźnił budowę linii kolejowej z Plochingen do Reutlingen. Stacja została ostatecznie otwarta w dniu 20 września 1859 roku. Pierwotnie miała 575 m długości i do 86 m szerokości. Miała budynek administracyjno-celny, lokomotywownię i warsztat naprawczy ze stacją wodną i zadaszoną platformą ładunkową.

## Linie kolejowe
- Linia Plochingen – Tübingen
- Linia Reutlingen – Gönningen
- Linia Reutlingen – Schelklingen

## Połączenia

### Dalekobieżne
| Rodzaj pociągu | Trasa                                                | Częstotliwość                                |
| -------------- | ---------------------------------------------------- | -------------------------------------------- |
| Intercity      | Düsseldorf – Reutlingen – Tübingen                   | Pon–Czw, jedna para pociągów                 |
| Intercity      | Berlin Südkreuz – Düsseldorf – Reutlingen – Tübingen | W piątki do Berlina, W Niedziele do Tübingen |

### Regionalne
| Trasa | Trasa | Takt                                | Linia                           | Przewoźnik |
| ----- | --- | ----------------------------------- | ------------------------------- | ---------- |
| IRE   | Stuttgart – Reutlingen – Tübingen – Hechingen – Albstadt – Sigmaringen – Aulendorf                             | 120 min                             | Neckar-Alb-Bahn, Zollernalbbahn | DB RAB     |
| RE    | Tübingen – Reutlingen – Metzingen – Nürtingen – Plochingen – Esslingen (N) – Stuttgart                         | 60 min (30 min w godzinach szczytu) | Neckar-Alb-Bahn                 | DB RAB     |
| RB    | Tübingen – Entringen – Herrenberg                                                                              | 30 min                              | Ammertalbahn                    | DB RAB     |
| RB    | Większość regionalnych pociągów z Herrenberg jest powiązanych w Tübingen w kierunku Plochingen lub Bad Urach.. |                                     |                                 |            |
| RB    | (Tübingen – Reutlingen –) Metzingen – Bad Urach                                                                | 60 min                              | Neckar-Alb-Bahn, Ermstalbahn    | DB RAB     |
| RB    | Tübingen – Reutlingen – Metzingen – Nürtingen – Wendlingen (– Plochingen)                                      | 30 min                              | Neckar-Alb-Bahn                 | DB RAB     |